# Suzhou RunHua Global Center
Le Suzhou RunHua Global Center est un ensemble de deux gratte-ciel construits en 2010 à Suzhou en Chine. La tour A s'élève à 282 mètres pour 49 étages et est occupée principalement par des bureaux, tandis que la tour B, résidentielle, s'élève à 240 mètres pour 54 étages.
L'architecte est la société East China Architectural Design & Research Institute (ECADI)basée à Shanghai qui a aussi assuré l’ingénierie du bâtiment.